# Serbische Badminton-Juniorenmeisterschaft
Serbische Badminton-Juniorenmeisterschaften werden seit 2007 ausgetragen und gingen aus den Meisterschaften von Serbien-Montenegro hervor.

## Die Titelträger
| Saison | Herreneinzel       | Dameneinzel       | Herrendoppel                          | Damendoppel                         | Mixed                               |
| ------ | ------------------ | ----------------- | ------------------------------------- | ----------------------------------- | ----------------------------------- |
| 2007   | Ilija Pavlović     | Stefana Stanković | Nikola Arsić Stefan Lazin             | Sandra Halilović Milica Simić       | Ilija Pavlović Stefana Stanković    |
| 2008   | Igor Bjelan        | Milica Simić      | Igor Bjelan Lazar Lukić               | Sandra Halilović Milica Simić       | Igor Bjelan Milica Simić            |
| 2009   | Ilija Pavlović     | Milica Simić      | Igor Bjelan Ilija Pavlović            | Sara Samardzic Ivana Maksimović     | Igor Bjelan Ana Zorić               |
| 2010   | Ilija Pavlović     | Milica Simić      | Filip Stojiljkovic Dragoslav Petrović | Nevena Milanović Ivana Maksimović   | Ilija Pavlović Milica Simić         |
| 2011   | Miodrag Kalicanin  | Milica Simić      | Dragoslav Petrović Miodrag Kalicanin  | Milica Simić Mina Lakić             | Borko Petrović Ivana Maksimović     |
| 2012   | Filip Stojiljković | Mina Lakić        | Jovan Babajić Ivan Vujosević          | Andrijana Stanković Natasa Pavlović | Filip Stojiljković Mina Lakić       |
| 2014   | Dragoslav Petrović | Anja Janić        | Luka Milić Nenad Milošević            | Anja Janić Lena Janić               | Dragoslav Petrović Anja Janić       |
| 2015   | Luka Milić         | Anja Janić        | Luka Milić Nenad Milošević            | Marija Sudimac Anja Velemir         | Andrija Doder Anja Janić            |
| 2016   | Luka Milić         | Anja Janić        | Luka Milić Nenad Milošević            | Marija Sudimac Anja Velemir         | Andrija Doder Anja Janić            |
| 2017   | Luka Milić         | Marija Sudimac    | Sergej Lukić Mihajlo Tomić            | Marija Sudimac Sara Lončar          | Sergej Lukić Marija Sudimac         |
| 2018   | Sergej Lukić       | Marija Sudimac    | Sergej Lukić Mihajlo Tomić            | Marija Sudimac Sara Lončar          | Mihajlo Tomić Marija Sudimac        |
| 2019   | Sergej Lukić       | Marija Sudimac    | Sergej Lukić Mihajlo Tomić            | Sanja Perić Sara Lončar             | Sergej Lukić Marija Sudimac         |
| 2020   | Mihajlo Tomić      | Marija Sudimac    | Viktor Petrović Mihajlo Tomić         | Marija Sudimac Sara Lončar          | Mihajlo Tomić Anđela Vitman         |
| 2021   | Sergej Lukić       | Sara Lončar       | Viktor Petrović Mihajlo Tomić         | Sanja Perić Sara Lončar             | Viktor Petrović Anđela Vitman       |
| 2022   | Aleksandar Jovičić | Nina Bogdanović   | nicht ausgetragen                     | nicht ausgetragen                   | Aleksandar Jovičić Nina Bogdanović  |
| 2023   | Viktor Petrović    | Nina Bogdanović   | Viktor Petrović Marko Mihajlović      | Miona Filipović Marija Samardžija   | Viktor Petrović Nina Bogdanović     |
| 2024   | Mihajilo Vig       | Teodora Latas     | Vanja Bokan Mihajilo Vig              | Andrea Bogojević Teodora Latas      | Uglješa Mihajlović Čarna Mihajlović |